# Aristolochia bottae
Aristolochia bottae Jaub. & Spach – gatunek rośliny z rodziny kokornakowatych (Aristolochiaceae Juss.). Występuje naturalnie w Maroku, Algierii, Libii, Egipcie, Izraelu, Palestynie, Libanie, Syrii, Turcji, Iraku, Iranie oraz na Kaukazie

## Morfologia
PokrójBylina pnąca i płożąca o zdrewniałych i lekko owłosionych pędach. Dorasta do 15–50 cm wysokości.
LiścieMają podłużnie lancetowaty lub podłużnie deltoidalny kształt. Są lekko owłosione. Nasada liścia ma sercowaty lub podwójnie klapowany kształt. Z tępym lub ostrym wierzchołkiem. Ogonek liściowy jest owłosiony i ma długość 0,5–1 cm.
KwiatyPojedyncze. Mają brązową lub brązowo-purpurową barwę i 18–40 mm długości. Łagiewki ułożone są poziomo lub skośnie, jajowate u podstawy. Mają po 6 pręcików. Podsadki mają owalny lub okrągły kształt i są sercowate u nasady.
OwoceZwisające torebki o gruszkowatym, prawie kulistym lub jajowatym kształcie. Mają 3–4 cm długości i 2–2,5 cm szerokości.

## Biologia i ekologia
Kwitnie od kwietnia do czerwca.